# Denominacions de la llengua catalana

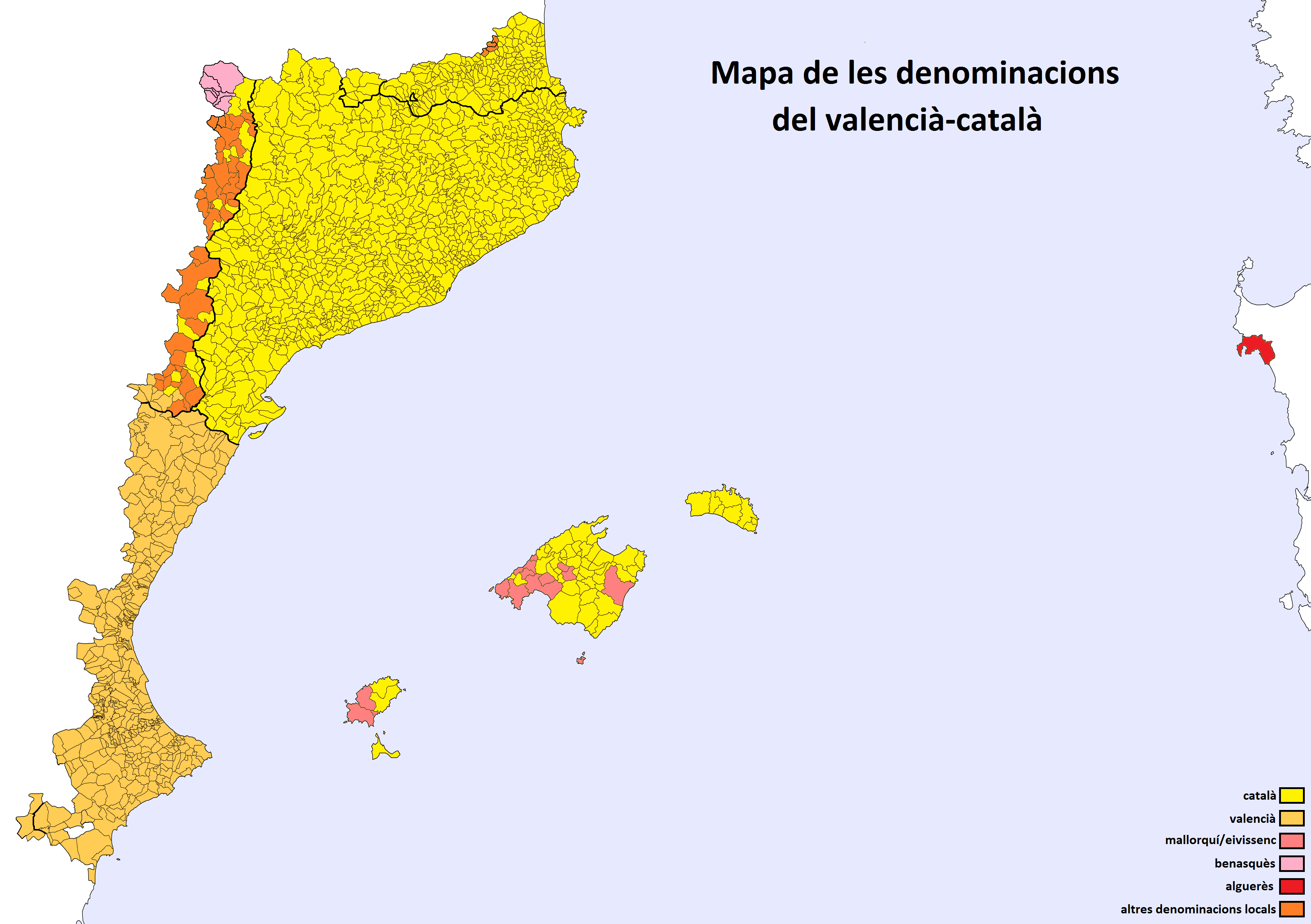
Denominacions pròpies del català pels seus parlants.

Les denominacions de la llengua catalana han estat molt diverses al llarg dels segles, també en cada un dels països de parla catalana: Catalunya, el País Valencià i les Illes.

## Història dels noms de la llengua

### Orígens
Les primeres denominacions o glotònims de la llengua catalana es formaren en una relació dialèctica amb el llatí, amb el qual el català convivia com un registre seu. Així, els primers noms ja expressaren la relació entre les dues llengües des del Concili de Tours de 813 en què s'ordenà la prèdica en rusticam Romanam linguam. La dignificació del català amb l'accés a l'escriptura i a la literatura al segle xiii es feu palesa en uns nous noms que el relacionaren amb Roma (Llengua romana, romanç, nostre llatí), mentre que els llatinistes l'anomenaven vulgar i el poble pla ('entenedor').

L'expansió de la llengua fora de Catalunya afavorí l'aplicació a l'idioma del gentilici que n'indicava l'origen: catalanesc, català, llengua catalana. Amb aquesta expansió, la monarquia s'associà amb el català i neutralitzà la divisió política del seu territori, com expressà Ramon Muntaner. La primera constància documental d'aplicació del gentilici català com a nom de la llengua es troba a les Regles de trobar (ca. 1290), escrites en occità a Sicília pel català Jofre de Foixà:
«si tu trobes en cantar proençals alcun mot que i sia francés o catalanesch...»

### Primeres discrepàncies terminològiques
A la fi de l'edat mitjana, l'humanisme rehabilità el llatí com a llengua universal i això feu que el català rebés unes noves denominacions que en remarcaven el caràcter local (llengua materna, mallorquí, valencià), cap al segle xv. Aquestes denominacions particularistes trobaren suport en la divisió del territori en regnes separats: Regne d'Aragó, Principat de Catalunya, Regne de Mallorca i Regne de València, en el darrer cas fonamentat pel predomini d'aquest regne dins la Corona d'Aragó, i el seu enfrontament amb la Generalitat de Catalunya en la guerra civil contra Joan II.
Com a conseqüència de la pèrdua de la dinastia pròpia i exclusiva de la Corona d'Aragó (el Casal de Barcelona) en el Compromís de Casp (s. XV) i com a resultat, després, del canvi de la Casa de Trastàmara per la d'Àustria (s. XVI), amb la qual cosa la dinastia deixà de ser exclusiva, l'abast del significat del nom de català es reduí i tornà a tenir el seu valor primitiu de 'propi de Catalunya', al mateix nivell, doncs, que les altres denominacions regionals de valencià i mallorquí. Aleshores, la confusió sobre l'origen de l'idioma es reflectí en l'aparició del nom de llengua llemosina.

### Renaixença
Amb la Renaixença catalana (s. XIX) començà la recuperació del nom de català, com a única denominació històrica unitària, no genèrica i usada en tots els territoris als segles xiv i xv. Abans d'aquesta recuperació, però, es crearen algunes denominacions, i per no renunciar als noms particularistes, aquests s'arribaren a combinar formant un acròstic com bacavès (Nicolau Primitiu), sense massa difusió.

### Segle XX
Al segle xx, després de les dues dictadures que perseguiren el català (les de Miguel Primo de Rivera i Francisco Franco), els contraris a la normalització lingüística volgueren sabotejar-la al País Valencià creant-hi un conflicte onomàstic, cosa que també intentaren a les Illes Balears, sense tantes conseqüències. Al País Valencià, amb la pressió de la violència s'incorporà només la denominació valencià en l'estatut d'autonomia.
Les conseqüències negatives del conflicte onomàstic per a la normalització lingüística es volgueren resoldre a la darreria del s. XX amb una nova denominació mixta: català-valencià. Davant la persistència del conflicte, les universitats del País Valencià, de Catalunya i de les Balears, així com tota la comunitat científica internacional, han defensat el nom acadèmic de llengua catalana al costat del sinònim estatutari de valencià, amb l'aval de diverses sentències judicials.